# Dario Vujičević
Dario Vujičević (* 1. April 1990 in Sarajevo, SFR Jugoslawien, heute Bosnien und Herzegowina) ist ein deutsch-kroatischer ehemaliger Fußballspieler bosnischer Herkunft. Der Mittelfeldspieler spielte fünf Jahre für den niederländischen Erstligisten Heracles Almelo.

## Karriere

### Vereine
Vujičević wurde in Sarajevo geboren. Zwei Jahre später, als der Bosnienkrieg ausbrach, siedelte er mit seiner Familie nach Deutschland um und wurde in Gronau sesshaft. Dort spielte er Fußball bei der SpVg Emsdetten 05.
Von 2001 bis 2007 spielte er für die Jugendmannschaften des FC Schalke 04, ehe es ihn in den Nachwuchsbereich des niederländischen Vereins FC Twente Enschede zog.
Im Laufe der Saison 2008/09 wurde er von Trainer Steve McClaren in den Profikader der Enscheder aufgenommen, bestritt die meisten Spiele aber für die Reservemannschaft des Klubs. Am 24. April 2009 kam er schließlich zu seinem Debüt in der Eredivisie. Im Spiel gegen den SC Heerenveen wurde Vujičević in der 85. Minute für Niels Wellenberg eingewechselt. In der Saison 2009/10 kam er regelmäßiger zum Einsatz und konnte mit Twente zum Abschluss der Spielzeit die erste niederländische Meisterschaft der Vereinsgeschichte feiern.
Im Januar 2011 wurde er bis zum Saisonende an den Ligakonkurrenten VVV-Venlo ausgeliehen. Ende Januar 2012 wurde sein Vertrag bei Twente aufgelöst.
Zur Saison 2012/13 wurde Vujičević vom niederländischen Erstligisten Heracles Almelo verpflichtet. Er unterschrieb einen Zweijahresvertrag bis Ende Juni 2014 mit Option auf ein weiteres Jahr. Am Ende wurden es fünf Spielzeiten, die Vujičević bei Almelo verbrachte. Nach einer Pause spielte er noch eine Saison für den Oberligisten Eintracht Rheine.

### Nationalmannschaft
Vujičević absolvierte bisher acht Spiele für Kroatiens U-21-Nationalmannschaft.

## Erfolge
- Niederländischer Meister mit Twente Enschede: 2009/10